# Argentinien-Bucht
Die Argentinien-Bucht (spanisch Caleta Argentina, englisch Argentina Cove) ist eine Nebenbucht der South Bay an der Südküste der Livingston-Insel im Archipel der Südlichen Shetlandinseln. Sie liegt im östlichen Teil der South Bay zwischen dem Henry Bluff und dem Polish Bluff.
Die Benennung der Bucht geht auf Teilnehmer einer spanischen Antarktisexpedition im Jahr 1995 zurück. Namensgeber ist der südamerikanische Staat Argentinien.